# Carl Dammann (Fotograf)
Carl Dammann, auch Carl Victor Dammann (* 10. August 1819 in Mueß bei Schwerin; † 3. April 1874 in Hamburg), war ein deutscher Fotograf und Herausgeber des Anthropologisch-Ethnologischen Albums in Photographien, das in den Jahren 1870 bis 1874 in Zusammenarbeit mit der Berliner Gesellschaft für Anthropologie, Ethnologie und Urgeschichte entstand. Dieses aufwändig und in kleiner Auflage hergestellte Album stellt die erste Anwendung der Fotografie als neuer Dokumentationstechnik in der deutschsprachigen ethnologischen Fachliteratur dar.

## Leben und Werk
Carl Dammann wurde in dem Dorf Mueß bei Schwerin geboren und wuchs in Ludwigslust als Adoptivsohn des Johann Heinrich Christoph Dammann auf. Zunächst absolvierte er eine Lehre als Zimmermann. Im Dezember 1837 nahm er ein Studium der „Baukunst“ an der Kunstakademie in München auf. Anschließend setzte er das Studium an der Polytechnischen Schule in Karlsruhe.
Von wem Dammann das Handwerk eines Fotografen erlernte und wann er genau damit begann, ist unbekannt. Aus der zweiten Januarhälfte 1869 – Dammann war damals 50 Jahre alt – ist seine Anmeldung als gewerblicher Fotograf belegt, und im Juli desselben Jahres erhielt er neben einem anderen Fotografen die Konzession, auf der Internationalen Gartenbau-Ausstellung in Hamburg zu fotografieren. Im darauf folgenden September stellte er in seinem fotografischen Atelier in der Großen Johannisstraße 4 ein „fotografisches Erinnerungsblatt“ an diese Ausstellung her, das als „die größte in direkter Aufnahme hier hergestellte landschaftliche Photographie“ bezeichnet wurde.
Hervorgetreten ist Dammann mit dem Anthropologisch-Ethnologische Album in Photographien. Dieses umfangreiche Projekt wurde in den frühen 1870er Jahren als gemeinschaftliches Projekt im Auftrag der Berliner Gesellschaft für Anthropologie, Ethnologie und Urgeschichte (BGAEU) durchgeführt. Später war auch sein zeitweise in England lebender Halbbruder Friedrich Wilhelm Dammann (1834–1894) daran beteiligt. Dammann gab 1871 einen Jahresumsatz von 14.400 Talern an und beschäftigte sechs Mitarbeiter.

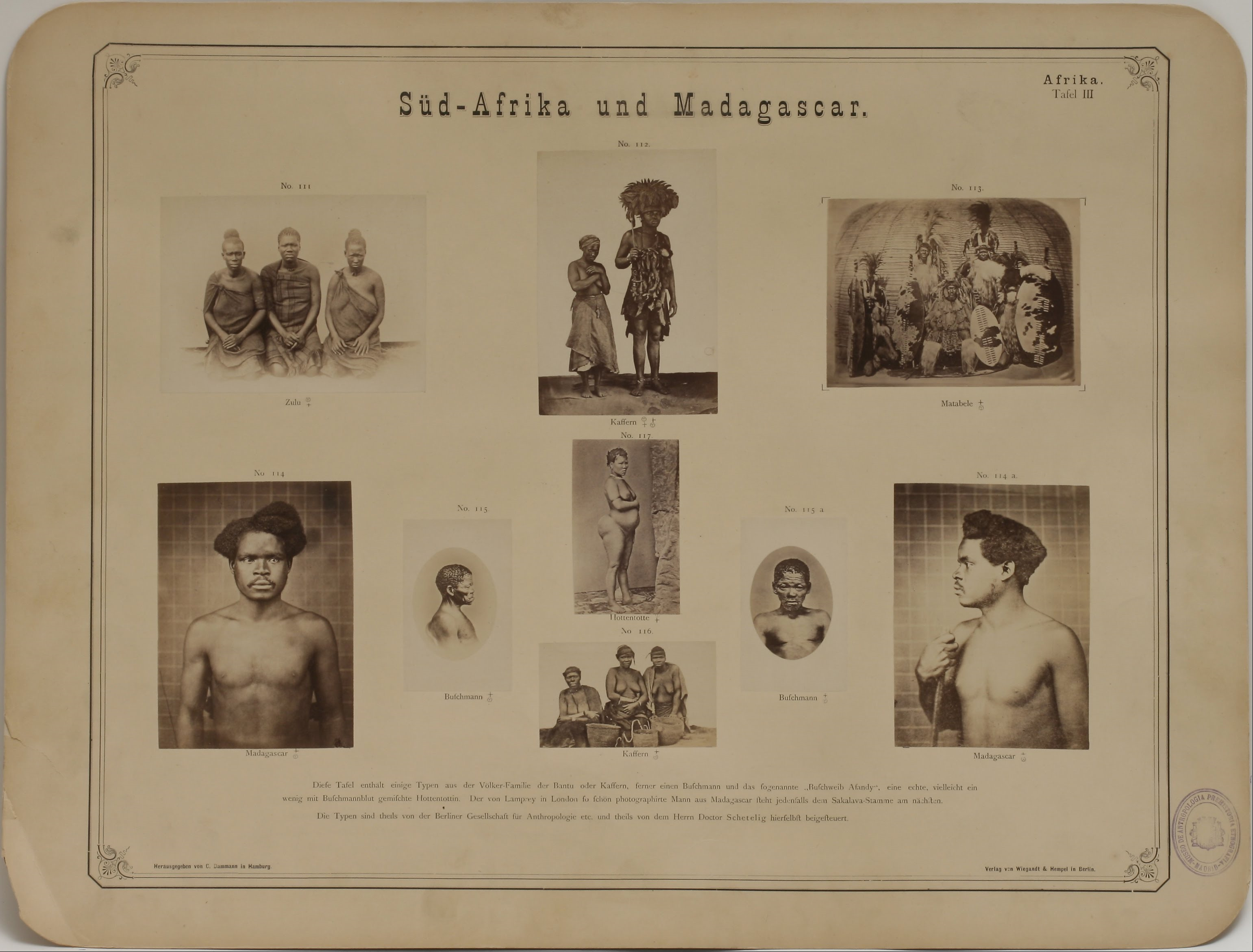
Albumblatt zu Menschen aus Südafrika und Madagaskar aus der deutschen Ausgabe

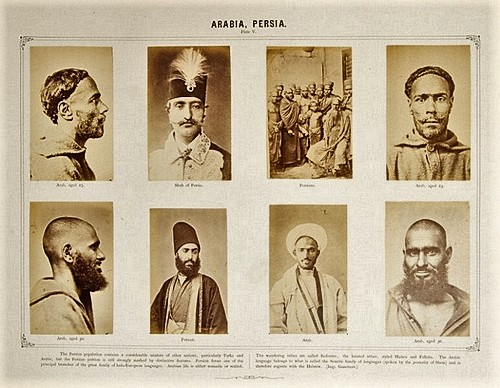
Albumblatt zu Menschen aus Arabien und Persien aus der englischen Ausgabe 1875

In der zweiten Hälfte des 19. Jahrhunderts wurde die Fotografie auch zur Dokumentation und Darstellung verschiedener menschlicher Ethnien, damals Rassen genannt, eingesetzt. Die unterschiedliche Herkunft der Besatzungen der Schiffe, die im Hamburger Hafen anlandeten, bot die Möglichkeit, Menschen aus vielen Ländern zu begegnen. In den Jahren 1870/1871 fertigte Dammann im Auftrag der BGAEU eine Serie von Fotografien afrikanischer und arabischstämmiger Seeleute an, deren Korvette El Majidi des Sultans Madschid bin Said von Sansibar nach Hamburg gekommen war.
Diesen Fotografien folgte eine ähnliche Serie einer Gruppe japanischer Akrobaten, die Anfang des Jahres 1872 in Hamburg gastierten. Dammanns erste Bilderserien auf Albuminpapier fanden die Zustimmung von Mitgliedern der BGAEU unter Leitung von Adolf Bastian, Robert Hartmann und Rudolph Virchow. Sie wurden in der Zeitschrift für Ethnologie erwähnt und bildeten die Grundlage der Zusammenarbeit zwischen Dammann und der BGAEU, aus der das Album hervorging. In der Folge sandte die BGAEU Dammann eine große Zahl an Fotografien verschiedenster Herkunft, um die geografische Bandbreite des Werks zu vervollständigen. Weitere Fotografien stammten aus dem Hamburger Museum Godeffroy; Dammann veröffentlichte und verkaufte sie unter seinem eigenen Namen.
Vor einem neutralen Hintergrund in voller Gesichts- und Profilansicht aufgenommen, entsprachen die Porträts dem seinerzeit üblichen wissenschaftlichen Interesse an fotografischen Aufnahmen, welche die körperliche Gestalt des Menschen abbilden sollten. Das Interesse der damaligen Völkerkunde zielte auf ein physiognomisch-biologisches und vermeintlich objektives Ordnungssystem verschiedener „Menschentypen“ ab. Als weiteres Ziel dieser anthropologischen und fotografischen Bestandsaufnahme galt es, kulturelle Eigenheiten indigener Gruppen zu dokumentieren, bevor sie durch Kontakte mit der Außenwelt weitere Veränderungen erfuhren.
Die ethnografische Fotografie diente dabei als dokumentarische Ergänzung zu körperlichen Messdaten der Menschen. Das „Objekt“ sollte in gerader Haltung, vor neutralem Hintergrund möglichst entblößt und auf das physische Äußere beschränkt abgelichtet werden. Teilweise zeigten die Vorlagen, die Dammann erhalten und für das Album neu bearbeitet hatte, jedoch auch traditionelle Kleidung oder andere kulturspezifische Gegenstände. Einige Fotografien des Albums weisen zudem Bearbeitungen der originalen Kollodium-Nassplatten auf, wodurch kulturspezifische Bildelemente entfernt wurden, um die dargestellten Menschen als typische Beispiele für „Menschenrassen“ auszuweisen.
Das Anthropologisch-Ethnologische Album in Photographien wurde zwischen 1873 und 1874 in zehn Abschnitten zu je fünf Blättern veröffentlicht, die insgesamt 642 einzelne Carte de Visite (CdV) enthielten. Jedes der Blätter, die verschiedene ethnische Gruppen in Afrika, Asien, Australien und Europa darstellten, enthielt Bildunterschriften für jedes Foto, eine zusammenfassende Beschreibung für jede ethnografische Gruppe und Angaben über die Herkunft der Fotos.
Ein in der Sammlung des Victoria and Albert Museums, London, erhaltenes Blatt zeigt zum Beispiel acht fotografische Studien verschiedener südasiatischer Ethnien und Kasten. Die einzelnen Porträts bestehen aus je einer Frontal- und einer Profilansicht und zeigen einen Sikh aus dem Punjab, einen Parsi aus Bombay, einen Mann mit nacktem Oberkörper aus Tranquebar in Südindien sowie einen Mann mit einem Haarknoten aus der Kaste der Lastenträger.
Erste Blätter des Albums wurden auf der Wiener Weltausstellung von 1873 mit einer Verdienstmedaille für fotografische anthropologische Studien ausgezeichnet. Aufgrund der aufwändigen Herstellung und des beträchtlichen Umfangs des Albums wurde es komplett zum hohen Preis von 390 Mark sowie in Einzellieferungen für 36 Mark verkauft, wobei 19 verkaufte Exemplare des Albums nachgewiesen wurden. Nach Carl Dammanns Tod veröffentlichte sein Halbbruder und Nachfolger Wilhelm in den Jahren 1875 und 1876 ein Anthropologisches Schulalbum in Photographien im reduzierten Format von 24 × 30 cm mit 179 Fotografien. Mit dem Anspruch, alle fünf Erdteile zu behandeln, stammten diese Fotografien zu mehr als der Hälfte aus nicht bereits im Album enthaltenen Vorlagen. Weiterhin wurde 1875 eine auf 24 Blätter mit 167 Fotos gekürzte Fassung des Albums auf Englisch als Races of Mankind. Ethnological photographic gallery of the various races of men von Friedrich Wilhelm Dammann als Mitautor im Verlag Trübner & Co., London, veröffentlicht. Auch sie enthielt weitere Bilder, die erst nach der Veröffentlichung der deutschen Erstausgabe erworben wurden.

## Rezeption
In einer Rezension im Jahr 1874 bezeichnete der Berliner Anthropologe und Gründungsmitglied der BGAEU Gustav Fritsch Dammans Album als verdienstvolles Werk, das durch seine Fotografien die zuvor übliche Darstellung fremder Menschen durch subjektive Abbildungen aus Künstlerhand nun als zuverlässige Dokumentation übertraf. Der britische Anthropologe und Begründer der Sozialanthropologie Edward B. Tylor nannte das Album „einen der wichtigsten Beiträge, der jemals für die Wissenschaft des Menschen geleistet wurde.“
Ein umfassendes Archiv zum Dammann-Projekt befindet sich im Pitt Rivers Museum der Universität Oxford, da das Museum 1901 die Überreste des Projekts aus dem Nachlass von Friedrich Dammann erwarb. Neben zahlreichen einzelnen Abzügen, die durch Kopieren von Originalen aus verschiedenen Quellen hergestellt wurden, umfasst die Sammlung des Museums etwa 400 Einzelabzüge von 50 großformatigen Ganzplatten. Die Abzüge wurden damals als Einzelporträts auf neue Visitenkartenformate oder Kabinettkarten aufgezogen, um sie zum Verkauf anzubieten. Neben Fotos aus Dammanns Album besitzt das Pitt Rivers Museum auch die Studiofotografie einer japanischen Personengruppe der Meiji-Zeit in traditioneller Kleidung, die bereits um 1870 von Dammann aufgenommen wurde.
In einer Veröffentlichung des Journal of the Anthropological Society of Oxford von 1982 wurde Dammanns Anthropologisch-Ethnologisches Album als die bedeutendste ethnologische und fotografische Zusammenarbeit des 19. Jahrhunderts bezeichnet. Die ehemalige Kuratorin für Fotografie im Pitt Rivers Museum Elizabeth Edwards bezeichnete Dammanns Album als Inkunabel und somit als seltenes Frühwerk der visuellen Anthropologie, wofür „Menschentypen“ als neues wissenschaftliches Ordnungssystem in der Folge von Darwins Evolutionstheorie entwickelt wurden. Sie wies darauf hin, dass die wissenschaftliche Dokumentation und Standardisierung in den noch jungen Wissenschaften physischer Anthropologie und kulturell orientierter Ethnologie auf die Zuarbeit von Fotografen wie Dammann angewiesen war und meist keinen Einfluss auf die jeweiligen Aufnahmen in den kolonialen Zusammenhängen nehmen konnte. Weiterhin hatten die Anthropologen noch kaum Erfahrung mit den Möglichkeiten dokumentarischer Fotografie und der Frage, inwiefern diese zuverlässige und der vermeintlichen „Wirklichkeit“ entsprechende Aussagen zulassen.
In einer detailreichen Studie untersuchte der Sozialwissenschaftler Thomas Theye biographische und historische Hintergründe des Albums der Brüder Dammann und deren Zusammenarbeit mit der BGAEU. Darin listete er die Bildlieferanten zahlreicher Fotos auf, wobei diese in den meisten Fällen nicht mit den eigentlichen Fotografen identisch waren. Da die BGAEU ihr eigenes Bilderarchiv vervollständigen und der Öffentlichkeit zugänglich machen wollte, hatte sie dafür ihre Mitglieder sowie Hamburger Kaufleute, Beamte und Reisende in Übersee um Fotografien gebeten. Demzufolge waren die Dammann zur Verfügung gestellten Vorlagen von sehr unterschiedlicher Qualität und Aussagekraft.
Darüber hinaus schrieb Theye mit Bezug auf die frühe ethnografische Fotografie: „So wie jeder Mensch in seinem Privatleben ‚darangehen‘ kann, dem Werden einige Fetzen zu entwinden, um ein eigenes Privatmuseum zu installieren, richtete die Völkerkunde sich ein imaginäres Weltmuseum in Form eines unendlich großen Fotoarchivs – ein Museum der Menschheit – ein.“
Als weiterführende Recherchen zur Entstehung des Albums haben akademische Mitarbeiter des Pitt Rivers Museums auch Studien zur Herkunft aus anderen Quellen als Dammanns eigenen Fotografien veröffentlicht. So untersuchte eine dieser Veröffentlichungen den historischen Hintergrund von Aufnahmen australischer Ureinwohner, die Dammann von einem deutschen oder Schweizer Auswanderer nach Australien namens Julius Ferdinand Berini für sein Album über die BGAEU erhalten hatte.
Im 21. Jahrhundert werden Darstellungen indigener Menschen, wie sie durch Dammanns Album und ähnliche Veröffentlichungen verbreitet wurden, nicht nur als historische Dokumente, sondern auch als problematische eurozentrische, rassistische und inhumane Stereotypisierung im Rahmen der Diskussion über eine Dekolonisierung bei der Bewertung westlicher Sammlungen beurteilt.
Exemplare von Dammanns Fotografien sind unter anderem in den Sammlungen des Ethnologischen Museums Berlin, der Duke University Library, der New York Public Library, des British Museums und des Victoria and Albert Museums, London, enthalten und teilweise online einsehbar. Die British Library und das Kölner Rautenstrauch-Joest-Museum besitzen je ein vollständiges Exemplar der deutschen Ausgabe des Albums. Auf Auktionen sowie im antiquarischen Buchhandel wurden weiterhin Exemplare der deutschen Schulausgabe sowie der englischen Ausgabe von 1876 angeboten.

## Veröffentlichungen
- Carl Dammann: Anthropologisch-ethnologisches Album in Photographien. Herausgegeben mit Unterstützung aus den Sammlungen der Berliner Gesellschaft für Anthropologie, Ethnologie und Urgeschichte. Wiegand, Hempel und Parey, Berlin 1873–74
- Carl Dammann, Friedrich Wilhelm Dammann: Races of Mankind. Ethnological photographic gallery of the various races of men. Trübner & Co., London 1875 (englisch, worldcat.org).
- Carl und Friedrich Wilhelm Dammann: Ethnologischer Atlas sämmtlicher Menschen-Racen in Photographien. Hamburg: Otto Meissner 1876[36][37]